# Société de journalistes
 (février 2023).
Une société de journalistes ou société de rédacteurs est une association de journalistes constituée au sein d'une rédaction. Son objectif est de faire respecter un minimum d'indépendance journalistique, notamment face aux pressions des actionnaires, et de veiller au respect de la charte de déontologie des journalistes.

## Histoire
La première société de rédacteurs créée en France est celle du quotidien Le Monde en 1951. Son rôle est de garantir l'indépendance journalistique.
L'année 1965 voit s'en mettre en place d'autres, dans quatre titres exposés à un risque de changement de propriétaire: le quotidien Le Figaro après le décès de Pierre Brisson, le quotidien économique Les Échos, qui venait d'être vendu à Jacqueline Beytout par les frères Jean-Louis Servan-Schreiber et Jean-Jacques Servan-Schreiber, ainsi que dans deux journaux de la presse quotidienne régionale : L'Alsace, qui deviendra L'Alsace-Le Pays et Ouest-France, où des questions se posaient sur la succession du fondateur du journal Paul Hutin-Desgrées.
Deux ans passent et la Fédération française des sociétés de journalistes, qui deviendra en 2005 le Forum permanent des sociétés de journalistes, est fondée le 1er décembre 1967, par Jean Schwœbel, du quotidien Le Monde, Rémy Le Goff, de Ouest-France et Denis Perier Daville, du Figaro. Deux d'entre eux sont des délégués syndicaux. Dans un rapport sur les Sociétés de journalistes présenté par la CFDT en 1966, leur création est décrite comme la conséquence de syndicats trop impuissants, ce qui entraîne la même année la fondation de l'Union nationale des syndicats de journalistes, regroupant tous les syndicats.
Après 2007, la presse fait face à une nouvelle vague de création de société de rédacteurs, à l'image de celle qui était intervenue 40 ans plus tôt. En 2008, les médias français comptent 25 sociétés de journalistes (SDJ) soit un doublement de leur nombre en seulement trois ans. L'activité des SDJ a été dopée par les changements d'actionnaires subis par la plupart des quotidiens nationaux et régionaux français depuis 2005.

## Quelques exemples
L’une des SDJ les plus actives et les plus importantes est celle du quotidien économique Les Échos, qui compte 223 membres, « soit la quasi-totalité des journalistes du groupe ». L’autre quotidien économique français, la Tribune, dispose également d'une société des journalistes, créée dans les années 1990 et qui a obtenu en 1998 la signature par l’actionnaire du journal, LVMH, d'une charte de déontologie puis la nomination d’un médiateur après la reprise du titre par Alain Weill. Ce médiateur est le journaliste Philippe Labarde, l’un des trois journalistes à avoir fondé La Tribune en 1985, qui fut en 1995 le premier journaliste nommé au Conseil supérieur de l'audiovisuel.
La SDJ de l’Agence France-Presse (l’AFP) compte plus de 300 adhérents.
L'histoire de L'Express et du Figaro, dont les SDJ se sont élevées contre les tentatives de reprise en main par Serge Dassault en 2005, témoigne du fait que les SDJ « ne sont jamais aussi efficaces que lorsqu'elles s'opposent », selon les sociologues des médias.
Une société de journalistes est également née au Journal du dimanche, après le renvoi du directeur de la rédaction de Paris Match Alain Genestar, à qui le propriétaire du journal Arnaud Lagardère avait reproché d'avoir publié en première page une photographie de Cécilia Sarkozy et de son amant Richard Attias.
Des SDJ existent aussi dans le secteur audiovisuel, notamment à France Television et à Radio France, où les SDJ se sont alarmées de la réforme de l'audiovisuel public débattue au Parlement au cours de l'hiver 2008-2009.
À l'automne 2007, les rédactions d'i-Télé et de l'hebdomadaire La Vie se sont dotées de sociétés de rédacteurs, et celle de TF1 s'est créée au printemps 2008, sous la présidence de Michel Izard, journaliste qui a longtemps présenté le journal de 13 heures en remplacement de Jean-Pierre Pernaut. La SDJ de TF1 a réclamé des mesures permettant de garantir l'indépendance de la rédaction, dans son travail quotidien

## Le Forum permanent des sociétés de journalistes
En 2005, plusieurs SDJ se sont réunies pour créer le Forum permanent des sociétés de journalistes, présidé par le journaliste d'investigation François Malye (Le Point), puis par Jean-Michel Dumay, journaliste au quotidien Le Monde. L'objectif du Forum des SDJ est de développer la réflexion et la concertation des sociétés de rédacteurs, afin de défendre dans l’exercice quotidien de leur métier l’indépendance des rédactions, le pluralisme de la presse d’information et le respect des règles déontologiques.
Le Forum des SDJ regroupait en 2010 les Sociétés de journalistes de 32 rédactions: L'AFP, Les Échos, L'Équipe, Le Figaro, L'Humanité, Libération, Le Monde, TF1, Le Monde interactif, La Tribune, L'Alsace, La Libre Belgique, Midi libre, L'Express, Le Journal du dimanche, Marianne, Le Nouvel Observateur, M6, Paris Match, Le Point, Radio France, Radio France internationale, RFO, L'Étudiant, Sciences et avenir, Télérama, Télé 7 jours, Courrier Cadres, Capital, Elle, France 24, Livres Hebdo, Le Progrès de Lyon, Le Quotidien du Médecin et La Vie.
À l'été 2007, le Forum des SDJ a pris des positions en faveur du mouvement pour l'indépendance des rédactions, lancé par les cinq premiers syndicats de journalistes, représentés par des élus à la Commission de la carte de presse. Il est également en faveur d'un respect de la protection des sources d'information des journalistes.